# 弗拉基米爾·弗基西維奇
弗拉基米爾·弗基西維奇（Vladimir Vukićević，1979年4月29日—），是一位出生於塞爾維亞的美國軟體工程師，曾參與過許多開放原始碼專案開發工作。主要知名於開發開放原始碼圖形庫，包括Mozilla專案中使用的圖形庫。

## 生涯

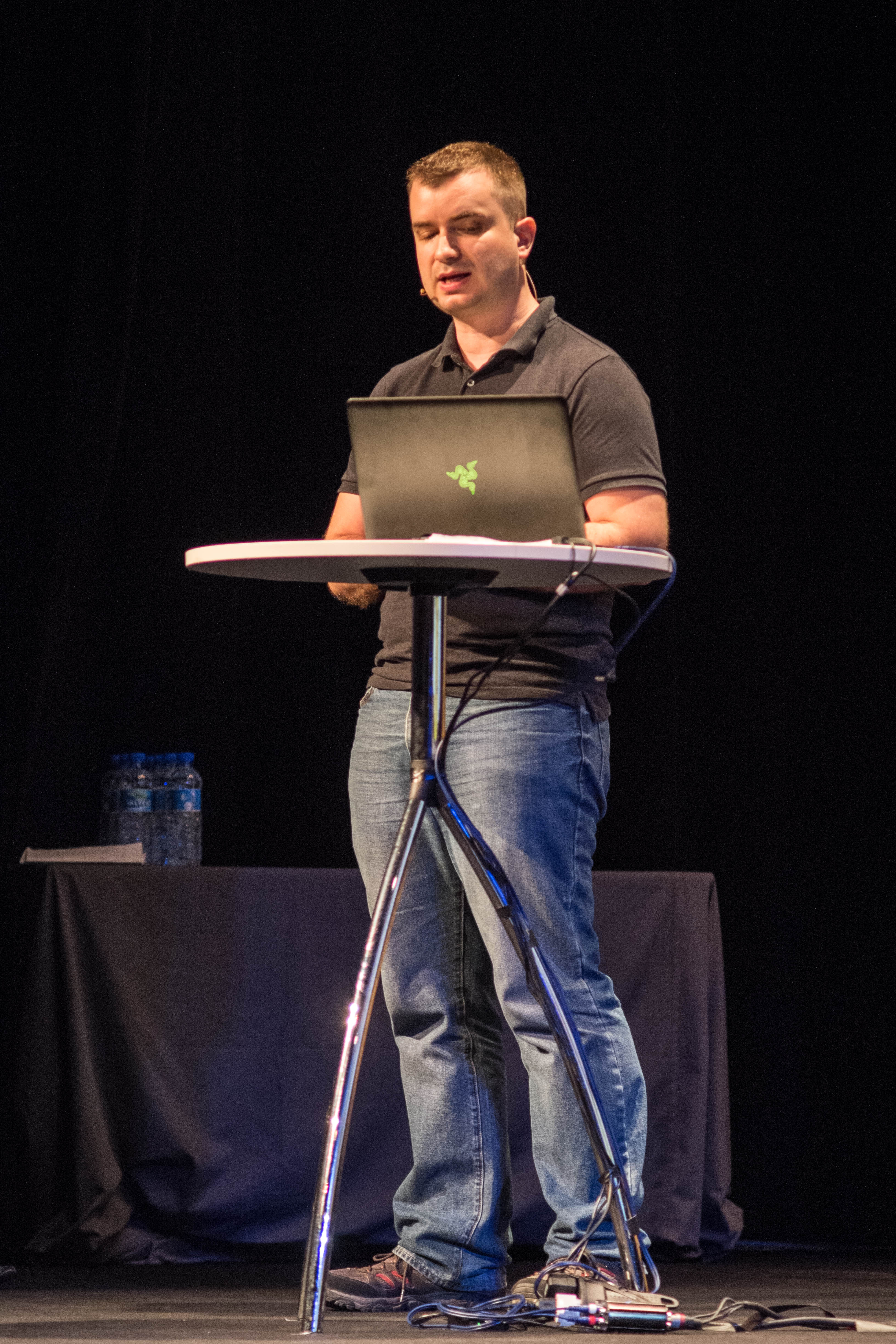
弗基西維奇在2013年的Mozilla高峰會（Mozilla Summit）

2006年，弗基西維奇開始利用canvas的HTML元素來開發OpenGL 3D原型，他稱為Canvas 3D。這項工作導致Khronos Group在內部成立了一個名為“Accelerated 3D on the Web”的工作小組，以便為OpenGL和OpenGL ES 2.0功能建立一個免授權費的標準API，其中產生了WebGL規範。
2008年，弗基西維奇公開批評Apple在Safari網頁瀏覽器中使用專有API來提高性能，使Firefox等第三方應用程序無法解決類似的性能問題。
弗基西維奇對Firefox Mobile／Fennec做出了許多重要貢獻，包括TraceMonkey JavaScript引擎的ARM後端和Fennec的Android初始端口。
弗基西維奇還合著（與Stuart Parmenter）2004年的APNG規範。
弗基西維奇擔任Khronos WebGL工作組的主席，並在2017年之前擔任Mozilla工程總監。
他現在是Unity Technologies新興技術高級軟件工程師。